# Wolfgang Isenhardt
Wolfgang Isenhardt (* 1941 in Pforzheim) ist ein deutscher Sänger (Tenor), Chorleiter, Dirigent und Arrangeur.

## Leben
Seinen sängerischen Werdegang begann Wolfgang Isenhardt bei den Stuttgarter Hymnus-Chorknaben unter der Leitung von Gerhard Wilhelm. Er probte extra mit den Männerstimmen und bei Oratorien trat er auch als Solist auf.
Nach dem Gesangsstudium war Isenhardt viele Jahre Mitglied des SWR-Vokalensembles und auch der Schola Cantorum (Leitung: Clytus Gottwald) in Stuttgart. Neben der Tätigkeit als Solist war er immer schon als Dirigent und Arrangeur tätig.
Das langjährige Mitglied des Montanara-Chores leitet das Ensemble nun ständig seit 2015. Für den Montanara-Chor ist Wolfgang Isenhardt auch als Arrangeur tätig.
Die jüngere Geschichte der Chorvereinigung von Grafenau (Württb.) ist eng mit dem Namen Wolfgang Isenhardt verbunden. Er war ab 1968 Chorleiter des Gemischten Chores. Nach 40-jähriger Tätigkeit wollte er sich zurückziehen, hat sich aber doch bereit erklärt, wieder die Leitung des Männerchors zu übernehmen. Im Jahre 2018 verabschiedete er sich nach 50-jähriger Tätigkeit für die Chorvereinigung (früher Liederkranz) in den Ruhestand.